# (2101) Адонис
(2101) Адонис (др.-греч. Ἄδωνις) — околоземный астероид из группы аполлонов, который из-за сильно вытянутой орбиты в процессе своего движения вокруг Солнца пересекает орбиты сразу трёх планет: Венеры, Земли и Марса. Он был впервые открыт 12 февраля 1936 года бельгийским астрономом Эженом Дельпортом в Королевской обсерватории Бельгии как раз во время такого сближения и был назван в честь героя древнегреческой мифологии Адониса, юноши, который был настолько красив, что в него влюбилась даже Афродита.

Орбита астероида Адонис и его положение в Солнечной системе
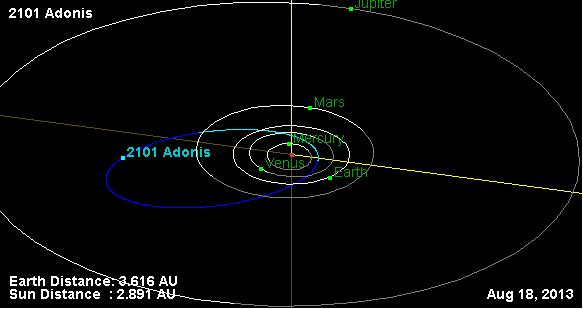
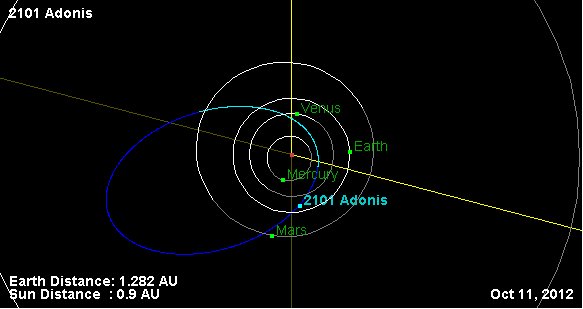

Проведённых тогда наблюдений оказалось недостаточно, чтобы вычислить орбиту Адониса, поэтому долгое время он был потерянным астероидом, пока его вновь не открыл в 1977 году американский астроном Чарльз Коваль (Паломарская обсерватория). Он стал вторым, после (1862) Аполлона, открытым астероидом, сближающийся с Землёй. На протяжении XXI века астероид Адонис 6 раз пролетит мимо Земли на расстоянии менее 30 млн км, а в 2036 году и вовсе сблизился до 5,3 млн км.
Сильно вытянутая орбита Адониса свидетельствует о том, что он может представлять собой выродившуюся комету. Исследования показали, что объект может являться прародителем нескольких малых метеорных потоков.

## Упоминания в литературе
Адонис упоминается в произведениях художественной литературы. Так, в серии комиксов «Исследователи Луны» из серии «Приключения Тинтина» (автор — бельгийский художник Жорж Проспер Реми) капитан Хэддок напивается и предпринимает импровизированный выход в открытый космос, в результате которого на короткое время становится спутником астероида Адонис, проходящего между Землёй и Луной. Тинтин спасает его.
В другом известном бельгийском комиксе, «Спайк и Сьюзи» («Spike and Suzy», британское название) путешественники на своём пути к Марсу встречают Адонис и сбрасывают на него мусор.